# FluxBB
FluxBB is internetforumsoftware, geschreven in PHP. Het is vrijgegeven onder de GPL. De belangrijkste doelstellingen zijn sneller, kleiner en minder grafisch intensief te zijn in vergelijking met andere forumsoftware. FluxBB bevat minder functies dan andere vergelijkbare producten; de makers kiezen ervoor om zich te concentreren op de primaire functies van een discussieforum. Functies die niet worden beschouwd als essentieel voor een discussieforum bestaan als extensies. FluxBB kan data opslaan in MySQL-, PostgreSQL- en SQLite-databases.

## Geschiedenis
FluxBB is een afsplitsing van PunBB, dat werd gecreëerd door Rickard Andersson. In 2007 werd PunBB verkocht aan een commercieel bedrijf. De ontwikkeling werd voortgezet onder leiding van Rickard Andersson tot april 2008. Op dat moment kondigde hij de stopzetting van zijn actieve betrokkenheid bij het project aan, althans tijdelijk.
In het licht van de veranderde omstandigheden besloten de resterende leden van het ontwikkelteam tot splitsing van het project om de zeggenschap over toekomstige projectrichting. FluxBB ontstond als gevolg van dit besluit. De ontwikkeling begon bij FluxBB 1.2.18. Dit is de allereerste release van FluxBB. Het versienummer is zo gekozen omdat het eigenlijk een door ontwikkeling was op PunBB v1.2.17, daarvan werd aanvankelijk gedacht dat de ontwikkeling zou worden stilgelegd, deze is nu terug hervat en na PunBB 1.4.2 in januari 2012 opnieuw stilgelegd. FluxBB 1.2.18 en hoger brachten dan ook enkel bugfixes. FluxBB 1.2.xx bleef ondersteund na de release van FluxBB 1.4. Versie 1.2.24 was de laatste in de 1.2-branch en bracht de bugfixes van FluxBB 1.4.3 tot 1.4.6 naar de 1.2-branch.
FluxBB versie 1.3 was een volledig vernieuwde versie van FluxBB. Behalve bèta 2, een tussen release en een patch voor die tussen release is deze branch nooit uitgekomen. Vele functies van FluxBB v1.3 zijn dan ook overgezet naar FluxBB 2. Wel is er een bèta 1 uitgekomen onder de naam van PunBB.
FluxBB 1.4 is de eerste branch volledig onder de naam van FluxBB. Belangrijke verbeteringen waren onder andere de ondersteuning voor UTF-8 en InnoDB. Ook is deze versie compatibel met IPv6. Ook de mogelijkheid om topics te splitsen of samen te voegen werd in deze versie geïntroduceerd. Verder kwam er ondersteuning voor Atom-feeds en kon men zich nu abonneren op een volledig forum. Ook werden de standaardthema's vervangen door Air, Earth en Fire, gemoderniseerde versies van de oude thema's. Versie 1.4 is opgevolgd door versie 1.5, er komen enkel bugfixes op beveiligingsvlak uit voor deze branch.
FluxBB versie 1.5 is grotendeels gebaseerd op FluxBB v1.4 en is de huidige stabiele versie, maar met het verschil dat het volledige rangensysteem is verwijderd. De functie van het rangensysteem wordt nu overgenomen door groepen. Verder zijn er nog diverse verbeteringen gedaan om spam tegen te gaan. In latere updates in deze branch is ook de admin index vernieuwd, zijn er diverse verbeteringen op beveiliging doorgevoerd en is de installatie onder hanen genomen.
FluxBB versie 2.0 zou geheel opnieuw opgebouwd worden. Versie 2.0 zou verder een plug-insysteem krijgen waarmee het mogelijk werd om met één klik een plug-ins te installeren. Verder zou CSS-opmaak en het sjablonensysteem verbeterd worden, evenals categorieën en subforums. De volledige database ging op de schop en ook het vertalen van FluxBB moest simpeler worden in deze versie. Ook de zoekmachine die was ingebouwd in FluxBB, werd op de schop genomen.
Tijdens de ontwikkeling van FluxBB 2, voor de release van de eerste alfaversie, werd besloten het anders aan te pakken. Het hele systeem werd geporteerd naar het Laravel-framework, omdat het ontwikkelen van een nieuw framework voor FluxBB 2 te veel tijd in beslag nam. De eerste alfaversie kwam uit op 22 december 2012. Deze bevatte geen interface en was alleen een portering van het huidige systeem naar Laravel. Alpha 2 zou weer een interface hebben, inclusief een volledig vernieuwd dashboard, maar FluxBB 2 werd in zijn geheel geannuleerd. In plaats daarvan werd Flarum ontwikkeld.
FluxBB 1.6 is gebaseerd op versie 1.5 en was bedoeld als opvolger van zowel 1.4 als 1.5. FluxBB 1.6 was de eerste grote feature release sinds FluxBB 1.4. FluxBB 1.6 moest ook ondersteuning toevoegen voor nieuwe databaseschema's, zoals SQLite 3. De overgang naar 1.6 zou zijn gekozen om duidelijk te maken dat de systeemvereisten van FluxBB waren gewijzigd: terwijl FluxBB 1.4 en 1.5 nog ondersteuning boden voor PHP 4.4, was minstens PHP 5 vereist voor FluxBB 1.6. Ook was de 1.6-update bedoeld om het gat tussen FluxBB 1.5 en Flarum op te vullen.

### Versies
| Legenda               | Legenda     | Legenda                           | Legenda                 | Legenda            |
| --------------------- | ----------- | --------------------------------- | ----------------------- | ------------------ |
| Niet meer ondersteund | Ondersteund | Niet meer ondersteunde testversie | Ondersteunde testversie | Toekomstige versie |

| Versie | Datum      | Belangrijkste wijzigingen |
| ------ | ---------- | --- |
| 1.6    | -          | Geen ondersteuning voor PHP4, SQLite 3 ondersteuning, verbeterde stijlen, meer promotie opties, strenger wachtwoordbeleid, verbeterde taalbestanden, verbeteringen in het admin paneel, bugfixes, etc.                                        |
| 1.5    | 06-05-2012 | Verbeterde anti-spam. Het is nu mogelijk om de URL-tag uit te schakelen. Ook is het volledige rangen systeem verwijderd en vervangen door een nieuwe functie genaamd groepspromotie. Ook is het nu mogelijk om per groep permissies te geven. |
| 1.4    | 19-06-2010 | Gebaseerd op 1.2 met ondersteuning voor UTF-8, MySQL/MySQLi DB-layers met InnoDB. Splitsen en samenvoegen van posts. Pet-style-templates, Atom- en RSS-feed-ondersteuning en nieuwe gemoderniseerde standaardstijl.                           |
| 1.3    | 09-05-2008 | Bevat een volledig nieuw extensie systeem en diverse andere nieuwe functies. 1.3 werd nooit voltooid. |
| 1.2    | 09-05-2008 | 1.2.18 was de eerste versie en volgende updates bevatte enkel bugfixes. |

## Community's
FluxBB heeft één officiële community, deze is enkel beschikbaar in het Engels maar er zijn plannen om de officiële community ook te vertalen in andere talen. Verder zijn er nog elf onofficiële community's voor FluxBB. 